# Icon (album de Paradise Lost)
Pour les articles homonymes, voir Icon.
Albums de Paradise Lost
Shades of God
(1992) Draconian Times
(1994)
Singles
Icon est le quatrième album studio du groupe anglais Paradise Lost. Il est sorti le 28 septembre 1993 sur le label Music for Nations et fut produit par Simon Efemey.

## Historique
Cet album fut enregistré en juin et juillet 1993 dans les Jacobs Studios de Farnham dans le comté de Surrey en Angleterre. Il marque un premier tournant dans la carrière du groupe, celui-ci abandonnant le côté death metal dans sa musique pour se tourner vers le metal gothique.
Il est le dernier album du groupe avec le batteur Matthew Archer, qui sera remplacé par Lee Morris.
Cet album se classe à la 31e place des charts allemands et à la 80e place des charts néerlandais. Aucun single ne sera tiré de l'album, mais en 1994 sortira l'Ep "Seals the Sense" qui contient deux titres d'Icon, "Embers Fire" et "True Belief". Cet Ep marquera le début du groupe dans les charts britanniques en se classant à la 92e place.

## Liste des titres
- Musique : Gregor Mackintosh
- Textes : Nick Holmes

1. Embers Fire - 4:44
2. Remembrance - 3:26
3. Forging Sympathy - 4:43
4. Joys Of The Emptiness - 3:30
5. Dying Freedom - 3:43
6. Widow - 3:04
7. Colossal Rains - 4:36
8. Weeping Words - 3:52
9. Poison - 3:00
10. True Belief - 4:30
11. Shallow Seasons - 4:56
12. Christendom - 4:32
13. Deus Misereatur - 1:58

## Musiciens du groupe
- Nick Holmes : chant.
- Gregor Mackintosh : guitare solo & rythmique.
- Aaron Aedy : guitare rythmique et acoustique.
- Steve Edmonson : basse
- Matthew Archer : batterie, percussions.

## Musiciens additionnels
- Andrew Holdsworth : claviers.
- Denise Bernard : chant sur "Christendom"

## Charts
Album
| Pays      | Durée du classement | Meilleur classement |
| --------- | ------------------- | ------------------- |
| Allemagne | 13 semaines         | 31e                 |
| Pays-Bas  | 4 semaines          | 80e                 |

EP
| Année | Pays              | Ep               | Durée du classement | Meilleur classement |
| ----- | ----------------- | ---------------- | ------------------- | ------------------- |
| 1994  | "Seals the Sense" | UK Singles Chart | 1 semaine           | 92e                 |